# Дерягино (Ивановская область)
Деря́гино — деревня в Палехском районе Ивановской области. Входит в Раменское сельское поселение.

## География
Находится на западе Палехского района, в 3 км к западу от Палеха (3,2 км по дорогам).

## История
Деревня Дерягино Вязниковского уезда упоминается в книге Списки населенных мест Владимирской губернии по сведениям 1859 году в 1863 году.
Дерягино родина династии иконописцев Зубковых, представители которой упоминаются с 18 века. Зубков, Иван Васильевич (ок. 1863 — после 1916) и его сыновья Иван Иванович и Александр Иванович - развивали «фряжский» стиль в иконописи Палеха.
В 1902 году в деревне родился Василий Салабанов, будущий художник и мастер палехской миниатюры.

## Население
| 1859 | 1905 | 2010 |
| ---- | ---- | ---- |
| 150  | ↘93  | ↘4   |